# Cnestispa
Cnestispa is een geslacht van kevers uit de familie bladkevers (Chrysomelidae).
De wetenschappelijke naam van het geslacht werd in 1930 gepubliceerd door Maulik.

## Soorten
- Cnestispa acuminata (Maulik, 1930)
- Cnestispa darwini Maulik, 1930
- Cnestispa flavieps (Baly, 1885)
- Cnestispa reimoseri (Spaeth, 1937)